# إدريسا تيام
إدريسا تيام (مواليد 2 سبتمبر 2000 في نواكشوط) هو لاعب كرة قدم موريتاني دولي ينشط يلعب في نادي الخريطيات القطري. في مركز المهاجم المساند.
وُلد إدريسا تيام في العاصمة الموريتانية نواكشوط في سبتمبر 2000.

## المسيرة الكروية
بدأ تيام مسيرته الكروية رفقة نادي الوئام المنافس ضمن أندية دوري الدرجة الأولى الموريتاني، وقد أعير أكثر من مرة لأندية إسبانية على فترات متفرقة، من ضمنها دورة تدريبية خاضها منتصف عام 2019 لمدة ثلاثة أشهر بموجب اتفاق أبرمه فريقه آنذاك (الوئام) مع إدارة المجمع الرياضي العالمي في سالو بمدينة برشلونة، رفقة ستة لاعبين من الفريق، وذلك للاستفادة من حضور ممثلين عن أغلبية أندية إسبانية بارزة، بغية الوقوف على قدراتهم لبحث إمكانية التعاقد معهم.

## وصلات خارجية
إدريسا تيام على موقع قاعدة بيانات كرة القدم.إي يو (الإنجليزية)
- إدريسا تيام على موقع ناشيونال فوتبول تيمز (الإنجليزية)
- إدريسا تيام على موقع Soccerway.com (الإنجليزية)